# Антреас Меланаркітіс
Антреас Меланаркітіс (грец. Aντρέας Μελαναρκίτης, нар. 15 жовтня 1985, Фамагуста) — кіпрський футболіст, що грав на позиції захисника.
Виступав, зокрема, за клуби «Анортосіс» та «Анортосіс», а також національну збірну Кіпру.

## Клубна кар'єра
У дорослому футболі дебютував 1996 року виступами за команду «Анортосіс», в якій провів один сезон. 
Згодом з 1997 по 1999 рік грав у складі команд «Неа Саламіна» та «Олімпіакос».
Своєю грою за останню команду знову привернув увагу представників тренерського штабу клубу «Анортосіс», до складу якого повернувся 1999 року. Цього разу відіграв за кіпрську команду наступні два сезони своєї ігрової кар'єри.
Протягом 2001—2006 років захищав кольори клубів «Еносіс», «Олімпіакос», «ПАС Яніна», «Ламія» та АПОП.
Завершив ігрову кар'єру у команді «Аріс», за яку виступав протягом 2006—2007 років.

## Виступи за збірну
У 2002 році дебютував в офіційних матчах у складі національної збірної Кіпру.
Загалом протягом кар'єри в національній команді, яка тривала 1 рік, провів у її формі 2 матчі.